# GLUT1
El transportador de glucosa 1 (GLUT1 de l'anglès GLUcose Transporter 1) és un membre d'una família de proteïnes de membrana que participen en el transport de la glucosa a través de la membrana de diferents teixits. La seqüència de cada membre d'aquesta família està determinada i codificada per diferents gens. Quan alguna d'aquestes proteïnes no funciona correctament es pot veure afectada l'arribada de glucosa a un òrgan determinat, com ara el cervell. S'han identificat 12 tipus de GLUTs anomenats segons el seu ordre de descobriment. S'han subdividit els transportadors en tres classes: 
- Classe I: transportadors de glucosa. (GLUTs 1, 2, 3 y 4)
- Classe II: transportadors de fructosa. (GLUTs 5, 7, 9 y 11)
- Classe III: són membres estructuralment atípics de la família dels GLUT i, en l'actualitat, encara estan poc definits. (GLUTs 6, 8, 10, 12 i HMIT1)

GLUT1 va ser el primer transportador de glucosa caracteritzat. Es tracta d'una proteïna integral de membrana, com la resta de transportadors de glucosa (GLUT2, 3, 4, etc.) implicada en el transport de glucosa a través de membranes cel·lulars de diversos teixits. com a font de nutrient. A dins del cervell, la GLUT1 està involucrada en el moviment de la glucosa, la principal font d'energia, a través de la barrera hematoencefàlica (una barrera natural que protegeix el cervell de l'entrada de toxines que poden trobar-se per la sang). També mobilitza la glucosa en les cèl·lules glials (cèl·lules del sistema nerviós), que tenen com a funció protegir les neurones. Un altre lloc on es poden trobar és als glòbuls vermells.

## Història
La GLUT1 va ser la primera transportadora de glucosa en ser investigada. La cinètica d'aquesta proteïna s'ha anat investigant des de fa més de quaranta anys. L'investigador Widdas i els seus col·laboradors, l'any 1952, van proposar l'existència d'un mecanisme de transport de glucosa saturable a la placenta humana. L'any 1977, Kasahara i Hinkle van investigar les proteïnes transportadores de la glucosa i van aconseguir purificar la GLUT1 a partir de les membranes dels eritròcits. S'ha plantejat la possibilitat que els GLUTs van sorgir evolutivament per la duplicació de proteïnes amb sis dominis de transmembrana, com suggereix la presència d'estructures repetides en les dues meitats del transportador.

En els últims set anys hi ha hagut un increment en la informació sobre aquests transportadors. Fins fa deu anys només es coneixien sis transportadors però aquesta família ha crescut ràpidament fins a arribar als catorze membres. L'impacte d'aquests descobriments es fa notar quan s'analitzen els processos en els quals s'involucren aquestes proteïnes: control de la glicèmia basal i post-prandial; mecanismes d'absorció de la glucosa i fructosa en l'intestí prim; absorció de fructosa en els espermatozoides; reabsorció de glucosa a nivell tubular renal i jejú; maduració de l'expressió de GLUTs en la mama durant la lactació; incorporació de glucosa al múscul durant l'exercici; mecanisme sensor en la secreció d'insulina i respostes adaptativa del metabolisme energètic durant estats d'estrès, etc.

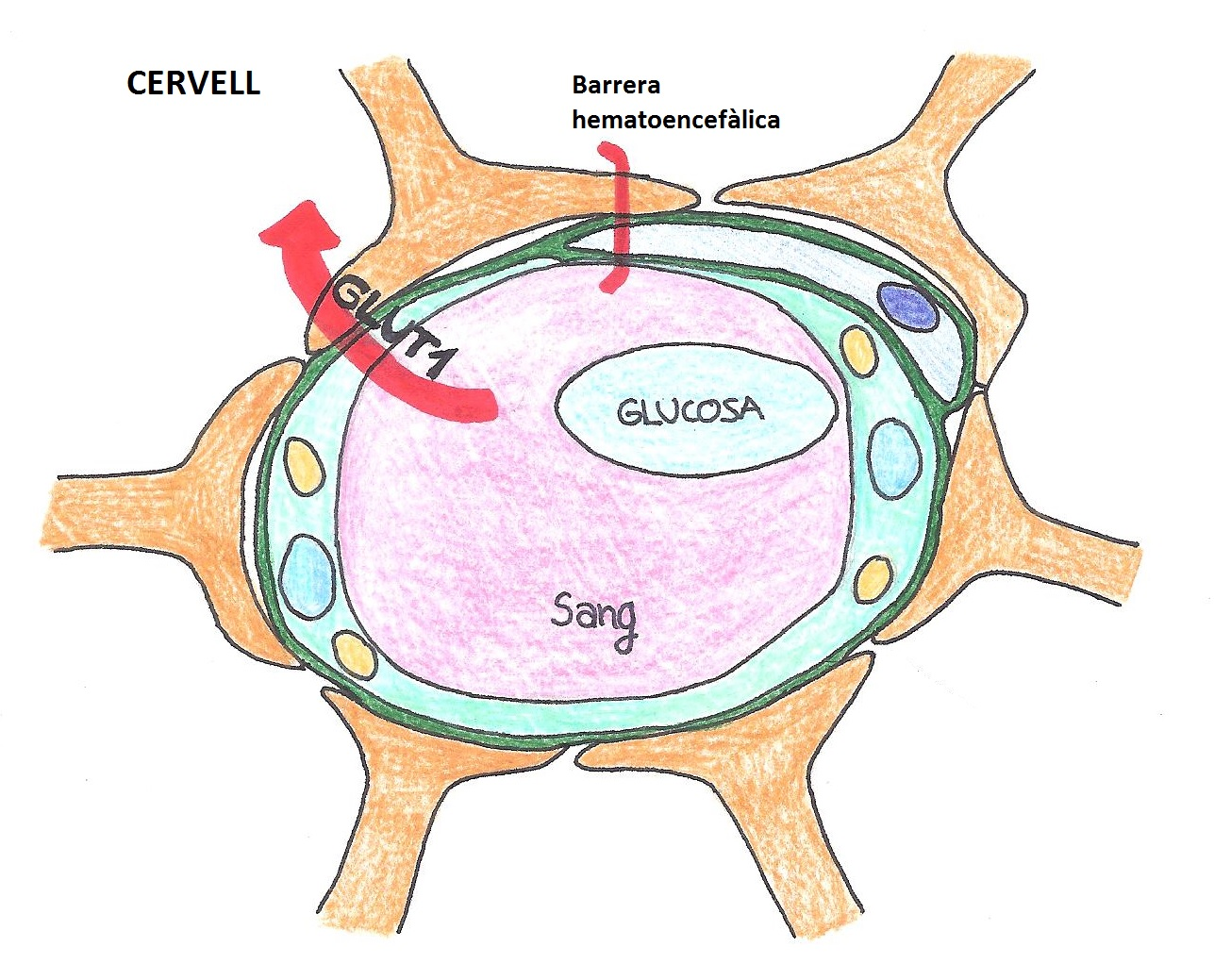
Funció GLUT1: permetre l'entrada de glucosa al cervell a través de la barrera hematoencefàlica.

## Funció
En adults és present amb nivells molt elevats en eritròcits i en les cèl·lules endotelials del cervell (barrera hematoencefàlica) i d'altres teixits barrera. El transportador facilitador de glucosa GLUT1 és responsable de l'entrada de glucosa al cervell en resposta als elevats requeriments metabòlics del sistema nerviós central en mamífers. Els transportadors estero-específics d'alta capacitat, com els de glucosa, són components essencials de la barrera hematoencefàlica, la qual protegeix al cervell del contacte amb substàncies potencialment tòxiques.
Per tant, la funció principal de la GLUT1 és possibilitar l'absorció basal de glucosa en els eritròcits i altres cèl·lules. Principalment aquelles que formen barreres entre els teixits del cos i el subministrament sanguini. Per aquest motiu la seva presència és elevada en barreres epitelials i endotelials a més de a la placenta i a la barrera hematoencefàlica.

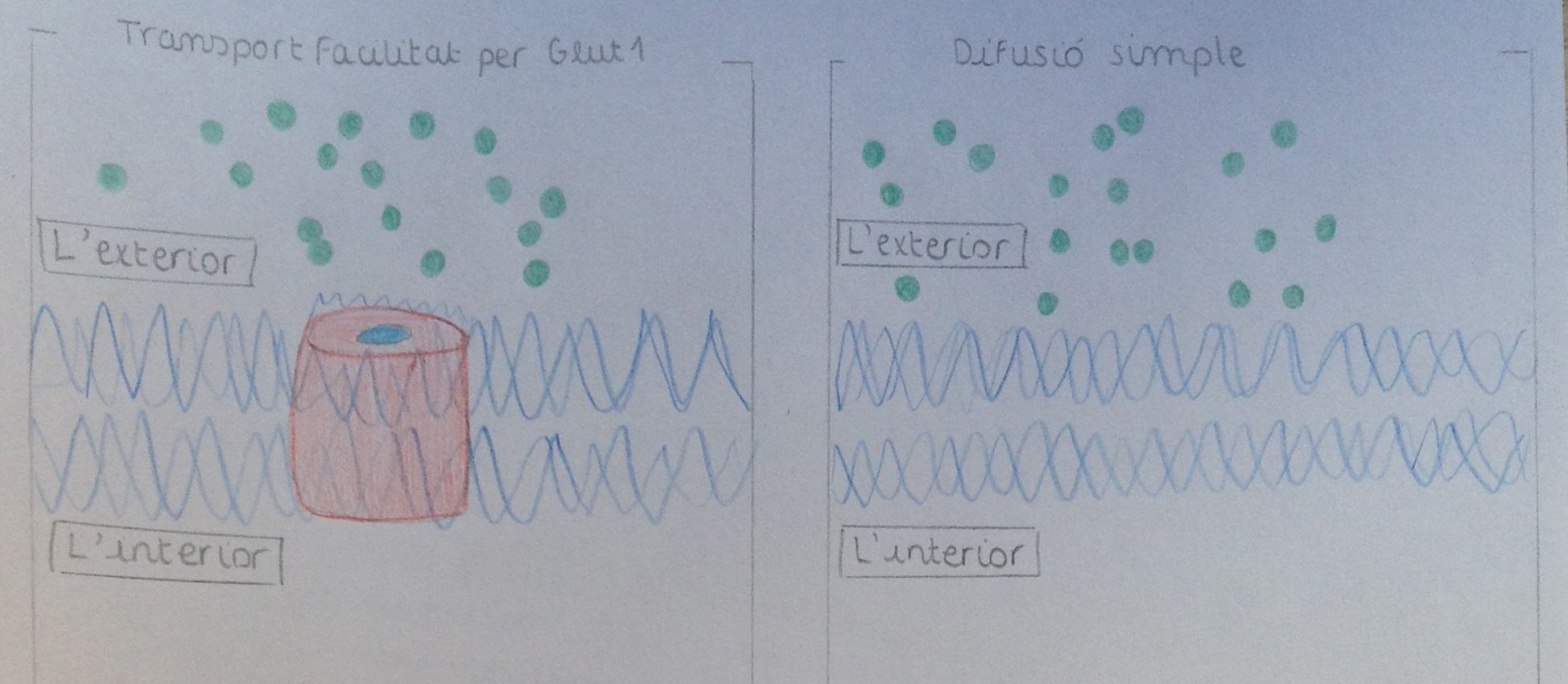
Transport de glucosa a través d'una membrana cel·lular (t=0)

Aquesta funció transportadora és essencial en els eritròcits perquè la producció d'energia en aquests depèn d'un subministrament constant de glucosa provinent del plasma sanguini, on la concentració de glucosa és aproximadament 5mM. L'entrada de glucosa dins l'eritròcit es produeix mitjançant difusió facilitada a través de la proteïna transportadora de glucosa 1 (GLUT1), a una taxa 50.000 cops aproximadament més gran que la difusió transmembrana no catalitzada. Per tant, la GLUT 

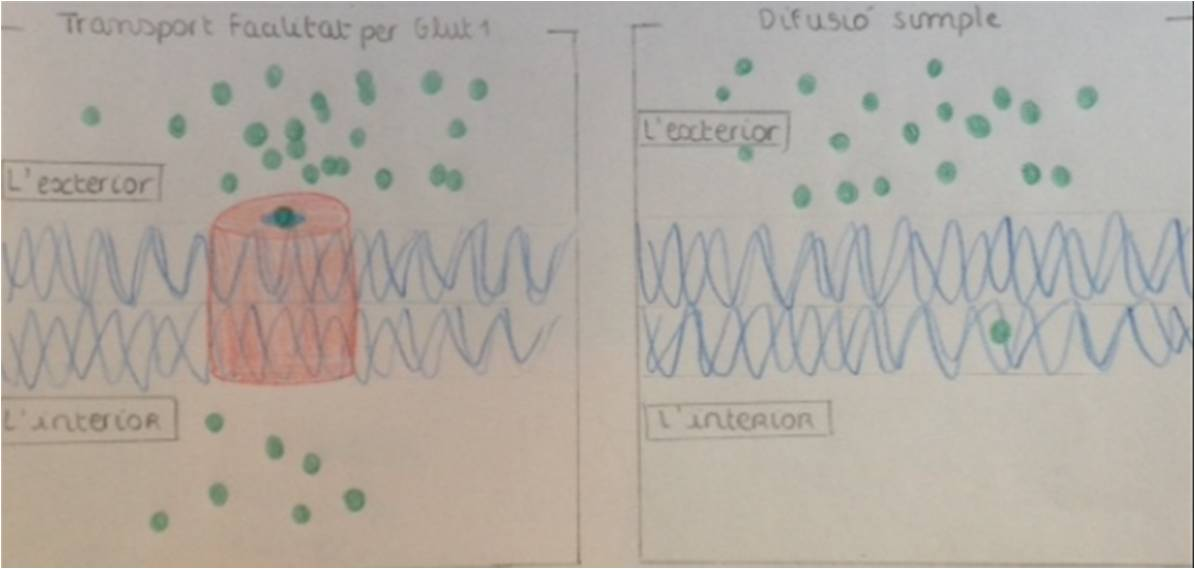
Transport de glucosa a través d'una membrana cel·lular (t=T)

1 actua com a catalitzador de l'entrada de glucosa en els eritròcits.
Aquest procés de difusió accelera el pas de glucosa a través la membrana de les cèl·lules, ja que -com podem veure en l'esquema d'aquí al costat- la quantitat de glucosa que atravessa la membrana plasmàtica és molt major quan hi ha aquesta proteïna GLUT1 que quan no hi és.
GLUT1 és considerat un transportador basal de glucosa perquè presenta una alta afinitat per la glucosa (Km = 1,6 mM), cosa que li permet transportar glucosa a l'interior de les cèl·lules pràcticament a qualsevol concentració. No obstant també transporta el monosacàrid galactosa pel qual té una menor afinitat. Aquest fenomen permet el manteniment estable de la concentració intracel·lular, fet de gran importància en les cèl·lules que requereixen un subministrament constant de glucosa per la producció d'energia. És el cas del teixit nerviós i dels eritròcits.

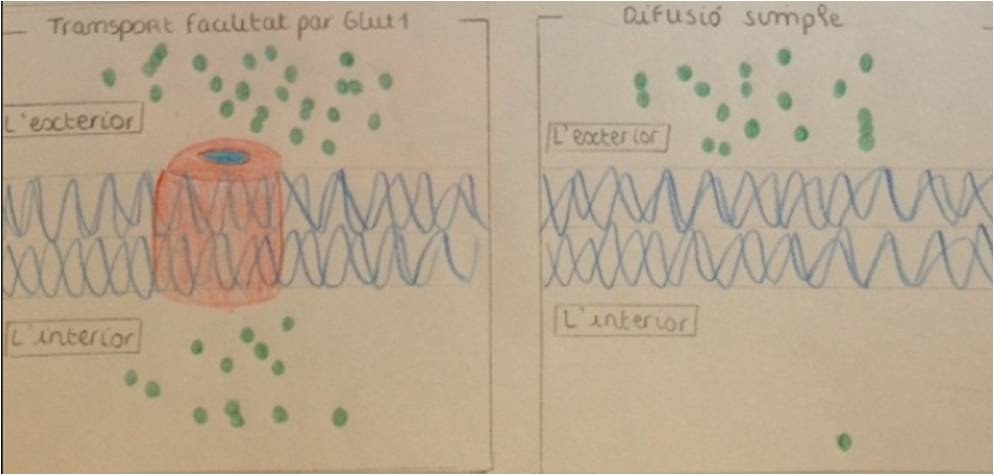
Transport de glucosa a través d'una membrana cel·lular (t=2T)

GLUT1 també és responsable del baix nivell de captació basal de glucosa necessari per a sostenir la respiració cel·lular. Conseqüentment, el nivell d'expressió de la proteïna en les membranes cel·lulars augmenta quan es redueix el nivell de glucosa, i disminueix quan augmenta aquest nivell.
GLUT1 és també el principal receptor captador de Vitamina C, especialment en mamífers incapaços de produir Vitamina C com a part d'una adaptació en què es compensa aquesta mancança mitjançant el procés de reciclatge de Vitamina C. En mamífers que produeixen Vitamina C, normalement expressen GLUT4 en comptes de GLUT1.

## Presència
La GLUT1 és el transportador de glucosa més àmpliament distribuït en l'ésser humà.
Té una elevada presència en els teixits fetals i en les cèl·lules embrionàries. Durant el desenvolupament fetal hi ha una elevada expressió de GLUT1, concretament en l'estadi d'oòcit i blastòcit. La seva presència en el múscul esquelètic depèn de l'estat de desenvolupament, però la seva major expressió es produeix durant la gestació i disminueix després del naixement. Per aquest motiu s'expressa en poca quantitat en el teixit muscular adult.
En cas d'adults, el trobem en els eritròcits, astròcits, nefrones i en cèl·lules endotelials, nervioses i mesangials del ronyó. També es troba en el teixit adipós i en l'endoteli dels teixits barrera com ara la barrera hematoencefàlica, placentària i de la retina. Es troba en aquests teixits o cèl·lules perquè depenen exclusivament de la glucosa pels seus requeriments energètics i, la GLUT1 és el transportador amb major afinitat per la glucosa.
L'any 1977 Kasahara y Hinkle van purificar la GLUT1 a partir de les membranes d'eritròcits. En aquest procediment es va descobrir que la GLUT1 representa el 5% del total en pes de la membrana plasmàtica dels eritròcits.

## Estructura[4]
Conté 12 hèlix alfa transmembrana, cadascuna contenint 20 aminoàcids. Parlem d'hèlix alfa amfipàtiques, amb una part polar i una altra hidròfoba. Sis d'aquestes hèlix transmembrana es creu que s'uneixen conjuntament en la membrana, per crear un canal polar al centre, a través del qual ocorre el pas de la glucosa, i amb les regions hidròfobes a l'exterior del canal adjacents a les cues hidrofòbiques dels àcids grassos de la membrana.En estudis realitzats sobre la proteïna GLUT1 s'ha observat que l'hèlix 7 és la que es troba més centralment posicionada a l'hora de formar aquests porus o canals de pas de la glucosa.
GLUT1 és una proteïna integral de membrana, és a dir, es troba totalment envoltada per la bicapa lipídica. Es comporta com un enzim de Michaelis-Menten (model cinètic utilitzable quan la concentració del complex substrat-enzim és constant) i conté 12 alfa-hèlix transmembrana, amb els extrem amino i carboxil terminals a la cara citoplasmàtica. Cada alfa-hèlix està formada per 20 residus d'aminoàcids (el 60% dels quals són hidròfobs). En total, la cadena està formada per 504 aminoàcids. La membrana envoltada per aquestes alfa-hèlix és amfipàtica, amb un costat hidròfil i un altre hidrofòbic.
En analitzar, mitjançant programes de simulació, la possible estructura secundària de la GLUT1, s'ha observat que aquest tipus de GLUT té un 82% de la seva estructura en forma d'alfa-hèlixs, un 10% de girs beta i un 8% d'enrotllament aleatori.
Els llocs d'unió de la proteïna, que poden ser interns o externs, es troben probablement localitzats en els segments transmembrana 9, 10 i 11. Zones on s'uneix la glucosa. Aquesta unió provocarà un canvi conformacional de la proteïna associat al transport i alliberament de la glucosa a l'altre costat de la membrana. ´
La GLUT1, en ser un transportador molt important, té diverses conformacions intercanviables que n'impedeixen la cristal·lització.

## Com actua
Encara avui en dia, no es coneix al 100% la cinètica d'aquesta proteïna ni de quina manera transporta les molècules de glucosa d'un costat a l'altre de la membrana; es pensa de manera general que el transport de glucosa és un transport facilitat per canvis conformacionals de l'estructura terciària de les proteïnes encarregades del seu transport. Aquests canvis tenen lloc quan una molècula de glucosa es col·loca en el lloc d'unió situat sobre la proteïna GLUT1, d'aquesta manera la proteïna s'encarregarà de transportar aquesta molècula de glucosa de la cara extracel·lular a la cara intracel·lular on la mateix proteïna presenta també un lloc d'unió per la glucosa. El procés invers funciona de la mateixa manera, així segons aquest model els dos llocs d'unió (cara extra i intracel·lular) no poden estar ocupats els dos al mateix moment de manera que només podem transportar una molècula de glucosa cada cop.
En aquest esquema podem veure com funciona el transport de la glucosa de l'exterior de la cèl·lula al citosol: el transportador té una conformació que mira “cap a fora” que va canviant de forma perquè finalment el transportador de glucosa pugui alliberar la molècula a l'interior de la cèl·lula 
Si fos el cas contrari, el transportador tindria primer una conformació que miraria “cap a dins” i acabaria al final del procés amb una que mira “cap a fora”.
Tot i això, el científic Carruthers-Cols va proposar que els dos llocs podien estar ocupats simultàniament. Això s'explicaria si considerem que la GLUT1 existeix com un dímer i que presenta interaccions cooperatives positives quan forma dímers funcionals: dins de cada dímer, un monòmer presenta el lloc d'unió per la glucosa a la cara extracel·lular i l'altre un altre lloc d'unió a la cara intracel·lular. Alhora, l'altre dímer té una conformació oposada, el que explicaria el possible pas de molècules de glucosa de dins cap a fora de la cèl·lula i viceversa simultàniament.
Aquesta última aproximació explicaria la majoria de resultats obtinguts a partir d'experiments sobre la cinètica d'aquest procés, i no pas el model de transport original.

## Cinètica de la reacció
GLUT1 és una proteïna que transporta glucosa cap a l'interior de la majoria de cèl·lules dels mamífers a través d'una membrana. Aquest procés és conegut com a transport uniport.
GLUT1 és l'uniportador més estudiat de transport de glucosa en les membranes dels eritròcits. En aquest cas GLUT1 actua com un enzim que catalitza la reacció i té unes determinades característiques cinètiques. En termes generals la reacció assistida per proteïnes succeeixen amb més rapidesa que la permesa per difusió passiva.
Com que la concentració de glucosa sol ser major en el medi extracel·lular que en la cèl·lula, GLUT1 catalitza l'entrada neta de glucosa des del medi extracel·lular al medi intracel·lular. En aquestes condicions es pot arribar a la Vmax en el cas que la concentració de glucosa sigui molt elevada. Altrament, GLUT1 també pot catalitzar la sortida neta de glucosa del citosol en cas que la concentració de glucosa intracel·lular sigui més elevada que en el medi extracel·lular.
La reacció de catalització es pot descriure amb la següent equació:
Es podrà determinar la velocitat inicial del transport de glucosa (S) cap a l'interior de la Cèl·lula catalitzada per la GLUT1 seguint l'equació de Michaelis-Menten:

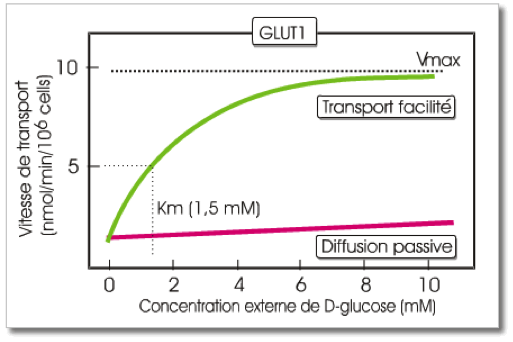
Corbes de les velocitats del procés de transport de glucosa a través de la membrana cel·lular al llarg del temps (sense i amb transportador)

On C és la concentració de glucosa al medi extracel·lular.
Com més baix sigui el valor de Km més fortament es fixarà el substrat al transportador de glucosa i, conseqüentment, la velocitat de transport serà major.
En la membrana de l'eritròcit, la km pel transport de glucosa és de 1,5mM i pel transport de la galactosa és de 30mM. Com que la km en la glucosa és menor que en galactosa, GLUT1 té una major afinitat pel substrat glucosa.
Com s'observa en el gràfic, la velocitat de difusió augmenta mitjançant un transportador com la GLUT1, si ho comparem amb la velocitat difusió simple (sense transportador).

## Interaccions
```
S'ha demostrat que la proteïna GLUT1 interacciona amb una proteïna denominada 
GIPC1
 (que té com a funció l'ancoratge de proteïnes i receptors a la membrana de les cèl·lules i que participa en processos d'estabilització de proteïnes, de plasticitat de membrana, etc). Així doncs, podem dir que aquesta interacció amb la proteïna GPC1 permet que la proteïna GLUT1 estigui lligada a la membrana plasmàtica i que sigui capaç de realitzar la seva funció principal (transportar glucosa d'un costat a l'altre de la membrana).
```

La proteïna GLUT1 és present al cervell en els seus dos tipus: 45k i 55k. El primer tipus es troba en neurones de la substància grisa de la medul·la espinal i el segon en els capil·lars de les cèl·lules del cervell i és responsable del transport de glucosa a través de la sang del cervell i la seva carència provoca baixes dosis de glucosa (menys de 60 mg/dl) en el líquid cefalorraquidi (serveix de suport al Sistema Nerviós Central) el que pot ocasionar convulsions.

## Inhibicions
La proteïna GLUT1 pot ser inhibida per una molècula denominada Fasentin que provoca que el transport de glucosa d'un costat i de l'altre de la cèl·lula no es realitzi correctament el que pot provocar carències de glucosa en les cèl·lules de l'organisme, i fins a causar problemes en cèl·lules que en són molt dependents com les cèl·lules del SNC (Sistema Nerviós Central).

## Patologia
La proteïna GLUT1 és un receptor utilitzat pels virus HTLV (human T-cell lymphotropic virus) per aconseguir entrar a les cèl·lules. Això significa que en presència d'aquesta proteïna els virus HTLV poden entrar més fàcilment dins de la cèl·lula.
També s'ha demostrat que GLUT1 és, en infants, un poderós marcador histoquímic dels canals vasculars de parets fines que indiquen la presència d'hemangiomes.
Un altre trastorn, provocat per una mutació en la proteïna, és la Síndrome del Vivo. Aquesta deficiència és deguda a una mutació en un gen que codifica la proteïna, el SLC2Al. Se sap que mutacions d'aquest gen són responsables de la deficiència en GLUT1. Aquesta malaltia es caracteritza per un baixa concentració de glucosa al fluid cerebroespinal resultant d'un defecte en el transport de glucosa a través de la barrera hematoencefàlica.
Aquest gen és necessari perquè la glucosa travessi la membrana hematoencefàlica. És un trastorn genètic autosòmic dominant que molts cops és esporàdic, és a dir, els pares no tenen mutacions en aquest gen i aquestes apareixen en els fills.
Les manifestacions clíniques d'aquesta síndrome són: 
- Epilèpsia greu: amb inici precoç i que no pot ser tractada amb antiepilèptics perquè no hi ha resposta a aquests.
- Atàxia: malaltia caracteritzada per provocar la descoordinació en el moviment de les parts del cos.
- Espasticitat: trastorn motor del sistema nerviós que provoca que alguns músculs estiguin permanentment contrets i no es puguin relaxar.
- Disàrtria: problemes amb els músculs vinculats a la parla i, per tant, dificultat per parlar.
- Retard en el desenvolupament psicomotor.
- Retard en el creixement cefàlic que provoca microcefàlia adquirida (crani petit en comparació amb la resta del cos).

Aquesta malaltia es pot detectar mitjançant una anàlisi del líquid cefalorraquidi (amb una punció lumbar). Els nivells de lactat i glucosa baixos, encara que la glucosa al plasma tingui valors normals, són els indicadors de la possible malaltia. Després s'ha de fer un estudi genètic per a confirmar si, realment, hi ha una mutació i es pateix la malaltia.
Aquesta síndrome es troba majoritàriament en nadons (76%) en forma d'encefalopatia epilèptica refractària. Més tard, es desenvolupen la discapacitat intel·lectual, la microcefàlia, les apnees, etc.
Pel que fa al tractament, s'han desenvolupat diverses teràpies: la dieta cetogènica, el consum d'àcid alfa-lipoic i l'eliminació dels barbitúrics i les metilxantines (te, xocolata, cafè, etc.).
Concretament, la dieta cetogènica consisteix a reemplaçar molts carbohidrats per lípids i proteïnes. És una dieta molt eficaç per a controlar les convulsions i el cos la tolera bé.
Els barbitúrics poden arribar a empitjorar les convulsions, ja que agreugen el defecte del transport de glucosa en els eritròcits mitjançant la nhibició del transportador. Cal, doncs, eliminar-los de la dieta.
Finalment, les metilxantines (estimuladors del sistema nerviós) inhibeixen el transport de glucosa a través de GLUT1. També cal deixar de consumir-ne.